# Helene Hartmann

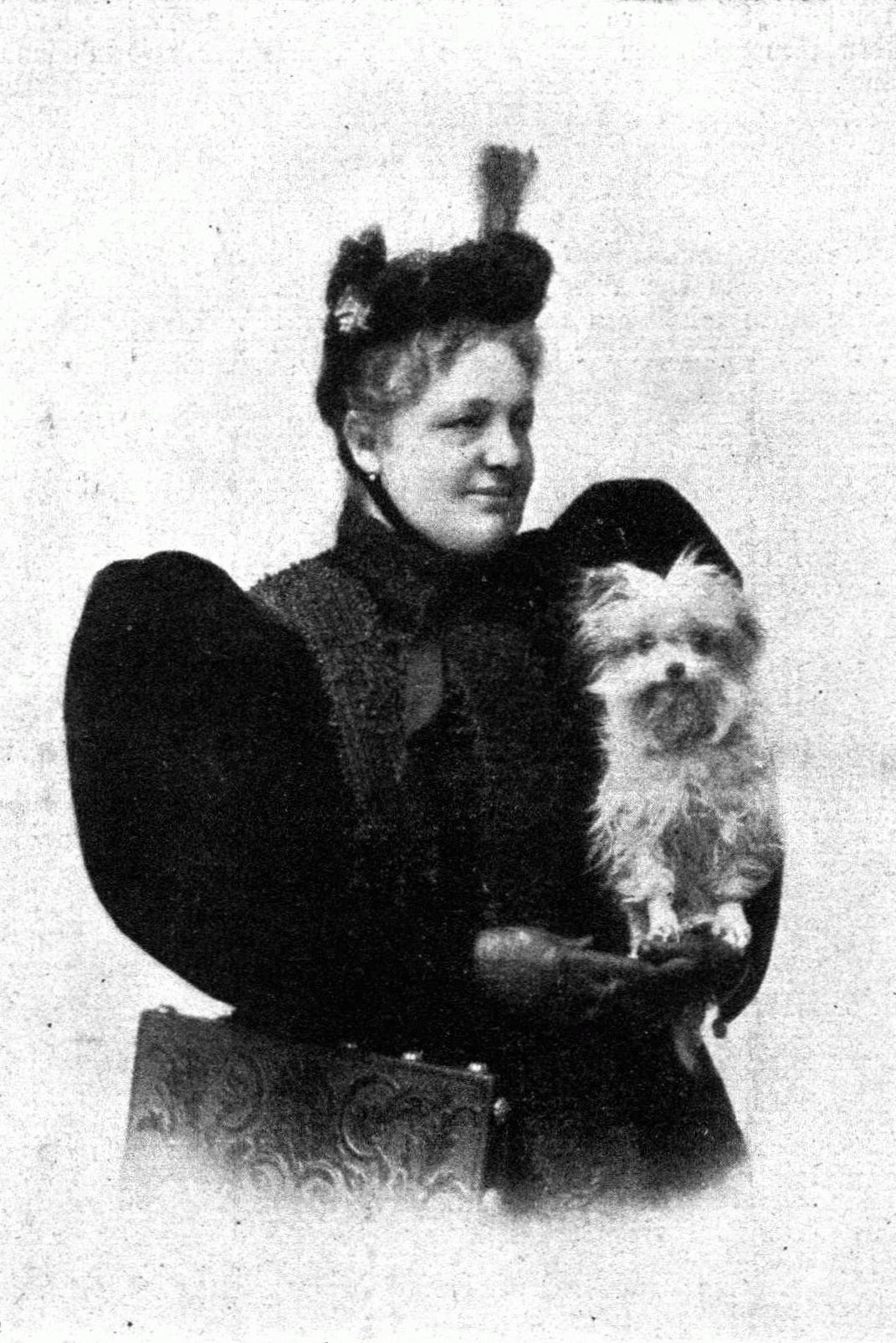
Helene Hartmann („letzte Aufnahme“ von Rudolf Krziwanek, 1898)

Helene Hartmann geborene Schneeberger (* 14. September 1843 in Mannheim; † 12. März 1898 in Wien) war eine österreichische Schauspielerin deutscher Herkunft.

## Leben
Schneeberger interessierte sich bereits im Kindesalter für die Schauspielerei und bedrängte ihre Eltern, ihr den Weg zu dieser Laufbahn zu ebnen. Anfänglich verwehrten diese ihr jedoch diesen Beruf zu erlernen. Doch als sie nicht nachließ und die Eltern ihr Talent erkannten, erhielt sie eine entsprechende Ausbildung. Im dramatischen Fach wurde sie von Adolf Bauer unterwiesen, der seit 1846 Mitglied des Mannheimer Hoftheaters war. Nach dieser Ausbildung betrat sie am 28. November 1860 die Bühne des Hoftheater, an dem sie mit geringer Gage engagiert worden war. Als jugendliche Liebhaberin war sie bis 1864 Darstellerin an der Mannheimer Hofbühne und wurde anschließend Mitglied des Ensembles des Hamburger Thalia-Theaters, nachdem sie dort auf Einladung von dessen Direktor Chéri Maurice im Mai 1863 ein Gastspiel gegeben hatte. Kurz nach dem Tod ihres Vaters im Oktober 1863, übersiedelte sie mit ihrer Mutter und ihrer Schwester nach Hamburg. Dort trat sie erstmals in der Rolle der „Lorle“ in dem Stück Dorf und Stadt auf.
Schnell erweckte sie die Aufmerksamkeit Heinrich Laubes, der so manches Talent von den Hamburger Bühnen abgeworben hatte. Er lud sie 1865 zu einem Gastspiel ins Burgtheater nach Wien ein und engagierte sie 1867 nach Auslauf ihres Vertrages in Hamburg. Der Theaterkritiker Ludwig Speidel formulierte es folgendermaßen:

„Sie war von Hamburg hergekommen, das ein dramatisches Brutnest beherbergte, welches Laube nur nach und nach auszunehmen brauchte, um im Burgtheater die glänzendsten Talente auffliegen zu lassen“

Im Folgejahr vermählte sie sich mit ihrem Schauspielkollegen Ernst Hartmann und erhielt 1870 die Ernennung zur k.k. Hofschauspielerin auf Lebenszeit. Hartmann verfügte in ihrem Spiel, wie Laube über sie sagte, über eine „gewinnende Natürlichkeit eines unbefangenen, fröhlichen Wesens, das echt empfindet und diese Empfindung einfach ausdrückt.“ Sie starb unerwartet 1898, als sie bereits für die Rolle der Frau von Kostler, einer schwer geprüften Gattin und Mutter, in dem neuen Schauspiel Neigung von Jakob Julius David fest eingeplant und mit dem Einstudieren beschäftigt war.

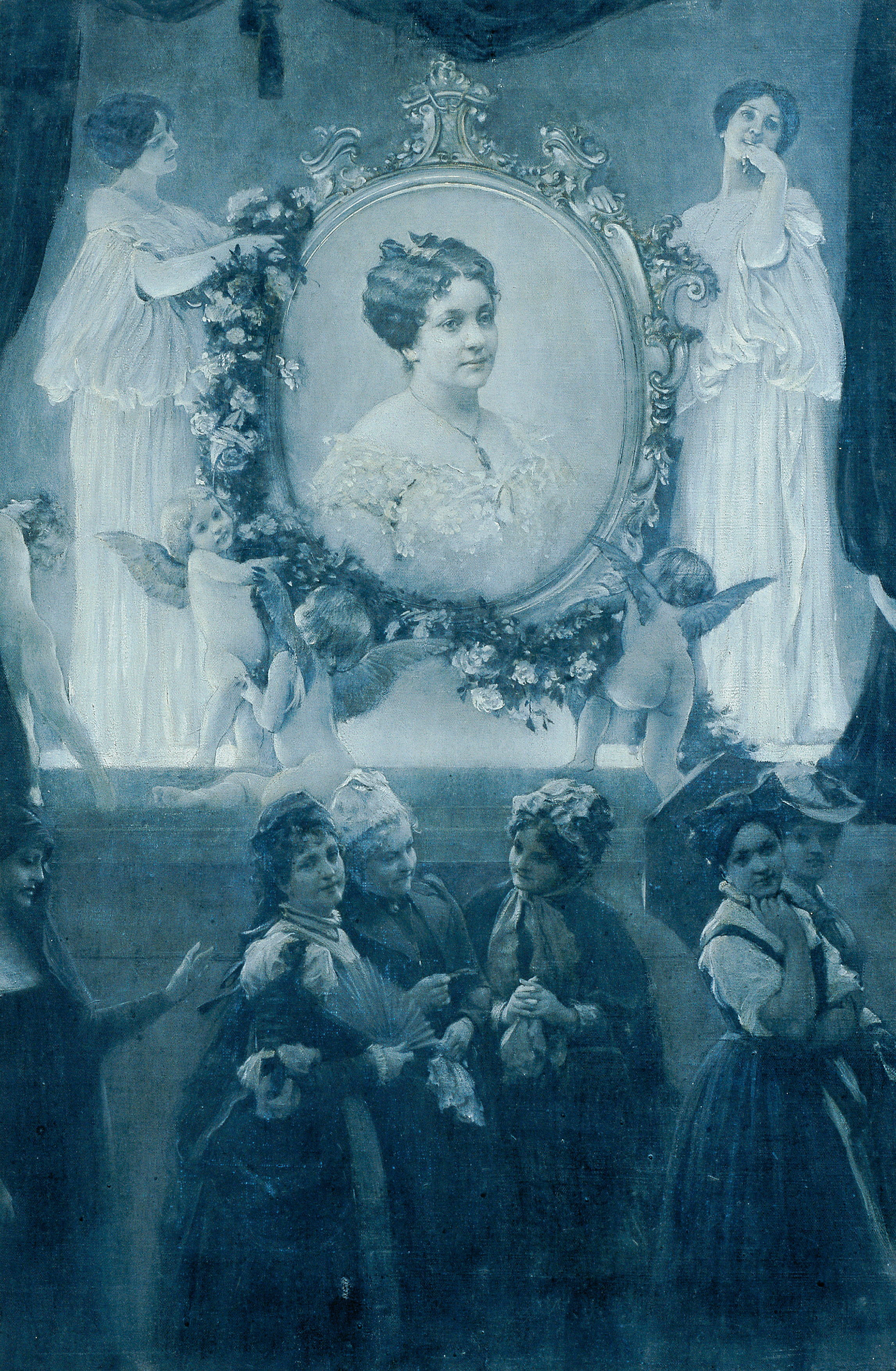
Die Schauspielerin Helene Hartmann (Adolf Hirémy-Hirschl)

## Rollen (Auswahl)
- Lorle in Dorf und Stadt, Grille in Die Grille, Hermance in Kind des Glücks (Charlotte Birch-Pfeiffer)
- Louis in Pariser Taugenichts (Jean-François Bayard)
- Helene in Vornehme Ehe (Octave Feuillet)
- Dörte in Hans Lange (Paul Heyse)
- Der zündende Funke
- Margarethe in Die Hagestolzen (August Wilhelm Iffland)
- Franziska in Minna von Barnhelm (Gotthold Ephraim Lessing)
- Mutter Vockerat in Einsame Menschen (Gerhart Hauptmann)
- Mutter Hergentheim in Die Schmetterlingsschlacht (Hermann Sudermann)
- Henriette Brämisch in Frau Susanne (letzte gespielte Rolle)

## Familie
Im Jahr 1868 heiratete sie den Hofschauspieler und Regisseur Ernst Hartmann, mit dem sie drei Kinder hatte:

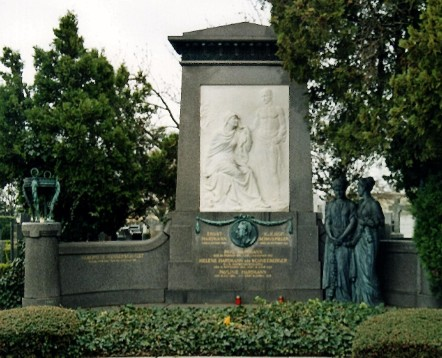
Grabstätte von Helene Hartmann

- Paul Hartmann (1871 – 1. November 1891)
- Amélie Hartmann (1872–1958) ⚭ Carl von Ferstel (1865–1925)
- Emilie Hartmann (1877–1953) ⚭ 1896 mit dem österreichischen Industriellen Max von Gutmann (1857–1930).

Hartmann wurde zunächst auf dem Gersthofer Friedhof, Wien-Währing, an der Seite ihres Sohnes Paul bestattet. Ihre sterblichen Überreste wurden am 28. Oktober 1905 exhumiert und in der auf dem Friedhof, Wien-Döbling, neu errichteten Familiengruft beigesetzt (Gruppe 20, Nummer 1). In der Grabstelle ruhen unter anderem ihr Mann, Ernst Hartmann, sowie ihr Sohn Paul.